# 11e armée (Empire russe)
Pour les articles homonymes, voir 11e armée.

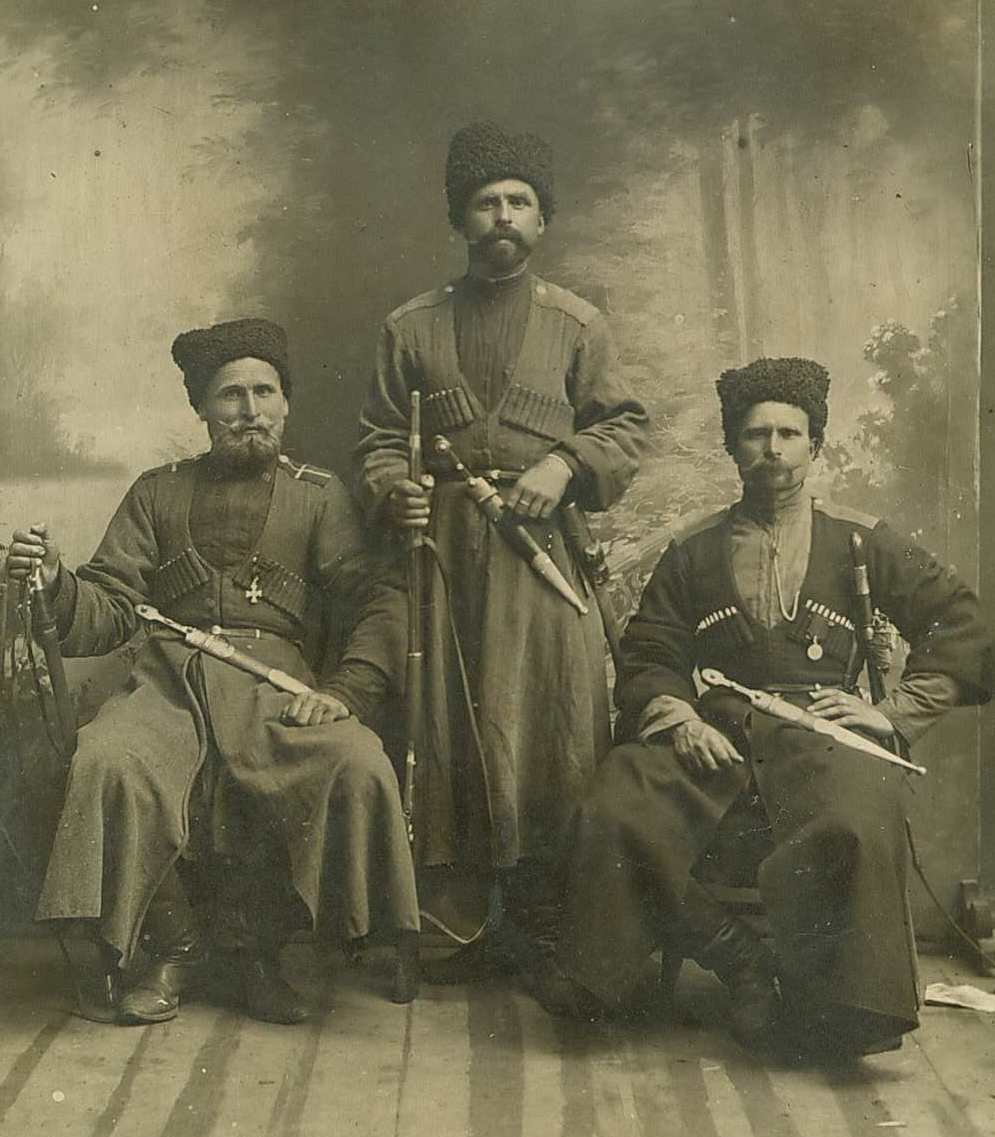
Cosaques du Kouban, 1915.

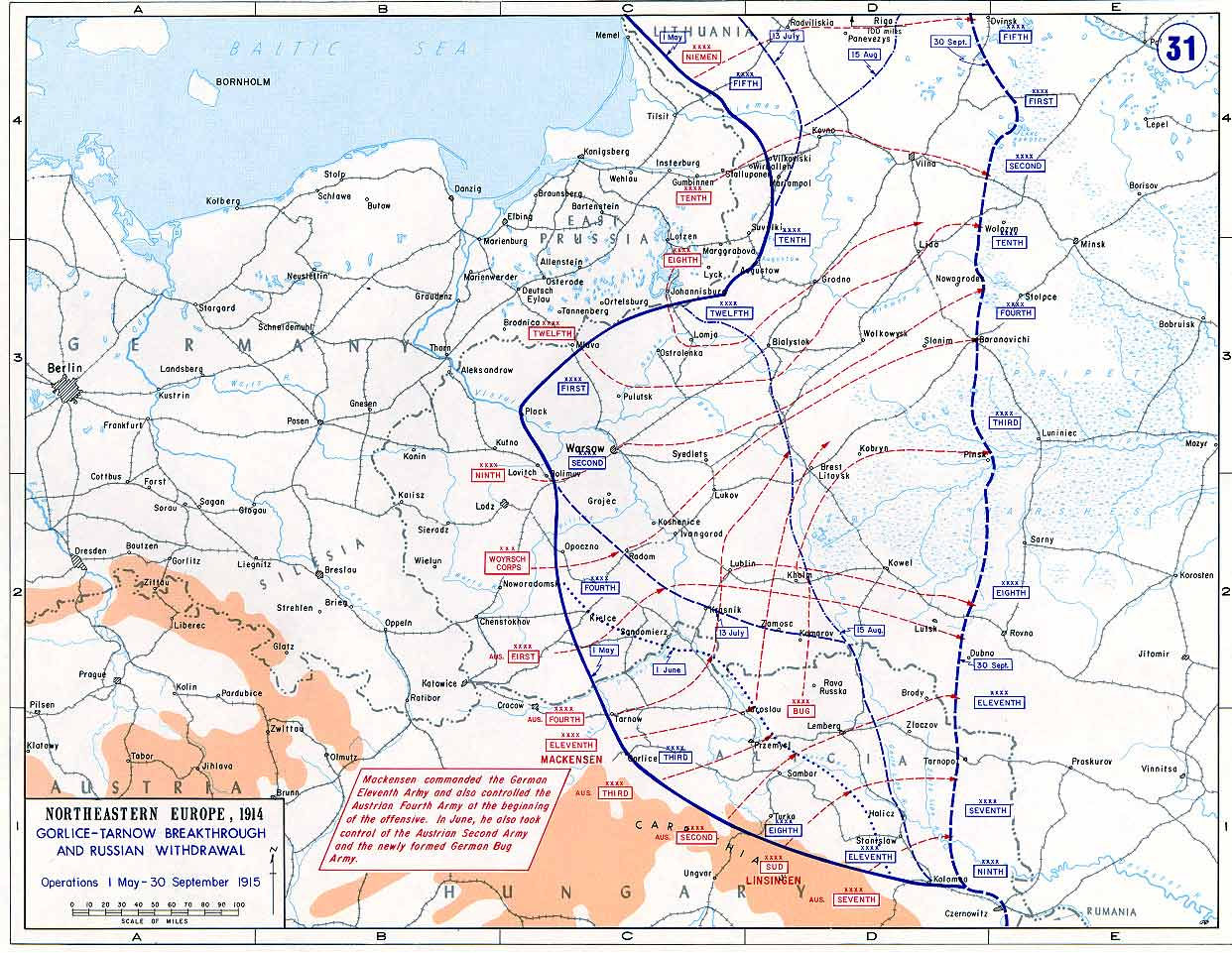
La grande retraite de l'armée russe, mai-octobre 1915. La 11e armée est au coin sud-est.

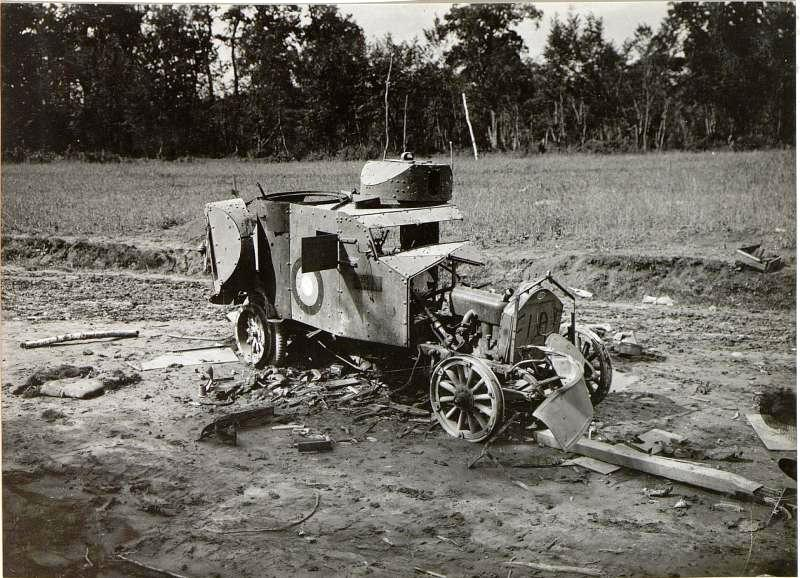
Auto blindée Fiat de l'armée russe détruite à Konioutchy, v. 1915-1917.

Offensive Kerenski, juillet 1917 : attaque des 11e, 7e et 8e armées russes, contre-attaque des 2e et 3e armées austro-hongroises.

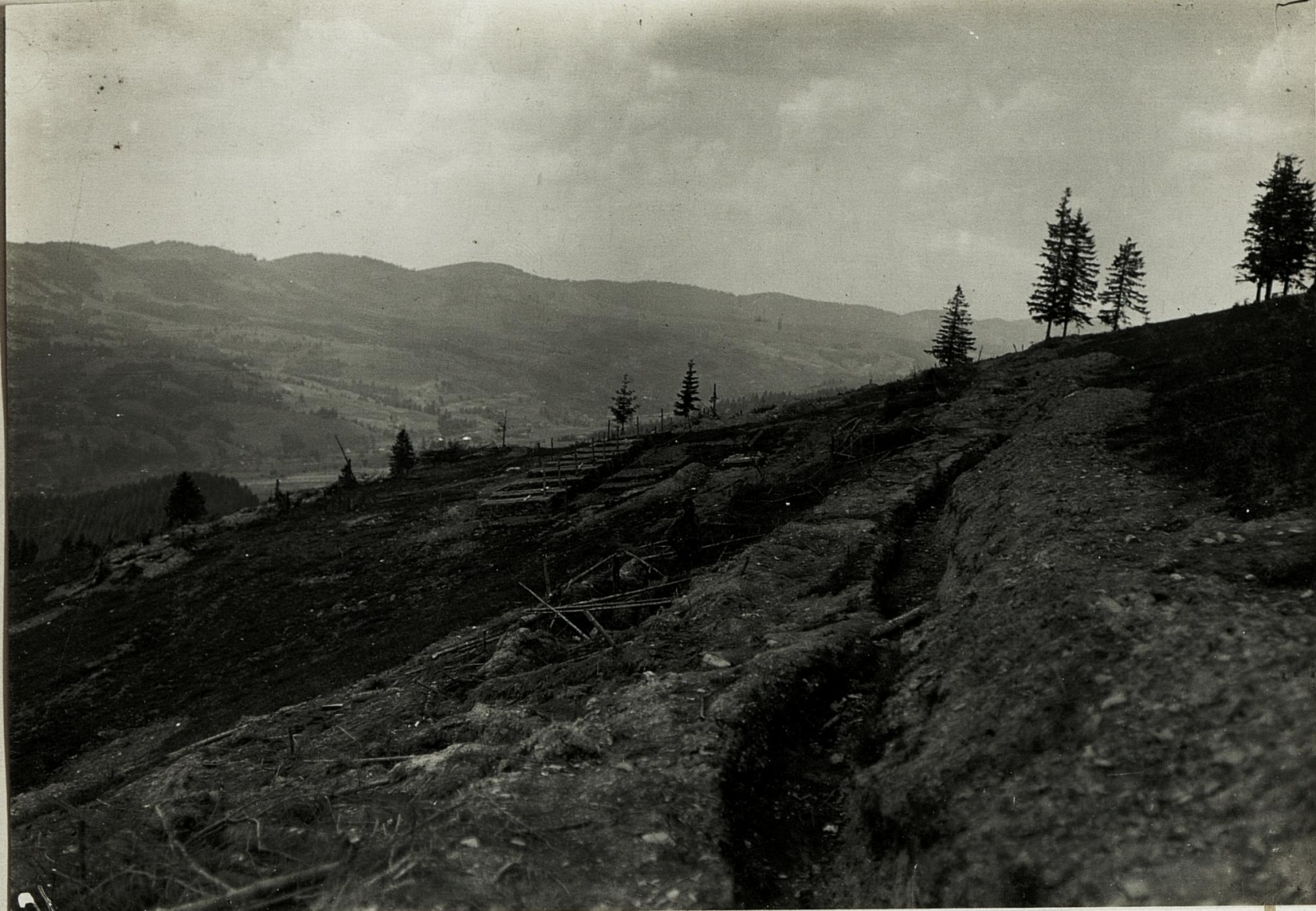
Tranchées sur le mont Zwinin, 1917.

La onzième armée est une unité de l'armée impériale russe engagée sur le front de l'Est pendant la Première Guerre mondiale. Elle participe à plusieurs batailles contre les armées impériales austro-hongroise et allemande. Elle est créée en octobre 1914 et dissoute en mars 1918. Pendant toute son existence, elle dépend du même groupe d'armées, le Front du Sud-Ouest.

## Historique

### 1914
La 11e armée est créée le 21 octobre 1914 sous le commandement d'Andreï Selivanov pour relayer la 3e armée russe dans le siège de Przemyśl, importante place forte de la Galicie austro-hongroise encerclée par les forces russes depuis le 23 septembre. La 11e armée comprend 6 divisions de réserve et 3 divisions de cavalerie :
- XXVIIIe corps (général Kachtalinski) : 58e et 60e divisions de réserve
- XXIXe corps (général Zouïev) : 69e et 80e divisions de réserve
- XXIe corps (général Michtchenko) : 75e et 81e divisions de réserve
- Corps de cavalerie Veliov : 9e et 11e divisions de cavalerie, 2e division de cosaques du Kouban

La 11e armée maintient l'encerclement pendant tout l'hiver tandis que le reste des forces russes fait face aux contre-offensives austro-hongroises de la bataille des Carpates.

### 1915
Après l'échec de plusieurs offensives austro-hongroises dans les Carpates, le 19 mars 1915, le général austro-hongrois Hermann Kusmanek von Burgneustädten ordonne une sortie de la garnison de Przemyśl qui est repoussée. Le siège s'achève avec la capitulation de la garnison le 22 mars 1915 : l'armée russe fait plus de 110 000 prisonniers.
Pendant l'été 1915, l'offensive générale austro-allemande provoque la Grande Retraite de l'armée russe. La 11e armée s'intercale entre les 9e et 8e armées. Elle établit une ligne de défense sur le cours inférieur de la Strypa (affluent du Dniestr) face à l'Armée du Sud austro-allemande. Après la perte de Brody, reprise par la 2e armée austro-hongroise, le front se stabilise sur l'Ikva et autour de Terebovlia, à la frontière de la Galicie et de la Volhynie russe.
En octobre 1915, la 11e armée comprend les unités suivantes :
- VIIe corps : 13e et 14e divisions
- VIe corps : 4e et 16e divisions
- XXIIe corps : 1re division finnoise et 3e division de tirailleurs
- XVIIIe corps : 23e et 37e divisions
- Division de cosaques du Kouban

### 1916
Le 4 juin 1916, le général Alexeï Broussilov, chef du Front du Sud-Ouest, lance l'offensive qui porte son nom en Galicie. Il ordonne à Vladimir Sakharov, chef de la 11e armée, d'engager une attaque de soutien sur son flanc sud. L'offensive de la 11e armée, menée à partir du 10 juin, permet de reprendre Doubno mais est arrêtée sur l'Ikva par la 2e armée austro-hongroise. Au début de juillet, la 11e armée parvient encore à gagner un peu de terrain au nord de son front, sur le Stokhid, près de la frontière austro-russe. Au total, les gains réalisés sont faibles.

### 1917
Pendant l'hiver 1916-1917, la 9e armée doit quitter le secteur central du front et se déplacer vers le front roumain pour empêcher l'effondrement de la Roumanie envahie. La 11e armée allonge son front le long de la Strypa pour faire face à l'Armée du Sud. Elle occupe les secteurs de Brody et Konioutchy (oblast de Ternopil). En juin-juillet 1917, commandée par Ivan Erdélyi, elle joue un rôle important dans l'offensive Kerenski où elle engage les unités suivantes :
- Ve corps sibérien
- XVIIe corps
- XXXIXe corps
- VIe corps
- Ier corps de la Garde (en réserve)
- XLVe corps (en réserve)

La bataille de Zboriv (en) (1er-2 juillet), où est engagée pour la première fois la Légion tchécoslovaque, tourne à l'avantage des Russes qui font de nombreux prisonniers sur les Austro-Hongrois. Mais l'arrivée de renforts allemands, qui contre-attaquent à partir du 19 juillet autour de Zolotchiv, entraîne une retraite précipitée des Russes malgré les efforts du corps de la Garde (général Vladimir Maï-Maïevski) qui tente vainement de défendre Ternopil.

## Commandants
- Andreï Selivanov (21 octobre 1914 – 5 avril 1915)
- Dmitri Chtcherbatchiov (5 avril 1915 – 19 octobre 1916)
- Vladimir Sakharov (19 octobre 1915 – 25 octobre 1916)
- Vladislav Klembovski (25 octobre – 20 décembre 1916)
- Dimitri Balanine (20 décembre 1916 – 5 avril 1917)
- Alexeï Goutor (en) (15 avril – 21 mai 1917)
- Ivan Fiedotov (ru) (25 mai – 4 juin 1917)
- Ivan Erdélyi (4 juin – 9 juillet 1917)
- Piotr Balouïev (29 avril – 9 septembre 1917)
- Fiodor Rerberg (19 juillet – 29 août 1917)
- Mikhaïl Promtov (9 septembre – 1er décembre 1917)
- Vladimir Tokarevski (12 décembre 1917 – mars 1918)

Personnalités de la 11e armée de l'Empire russe
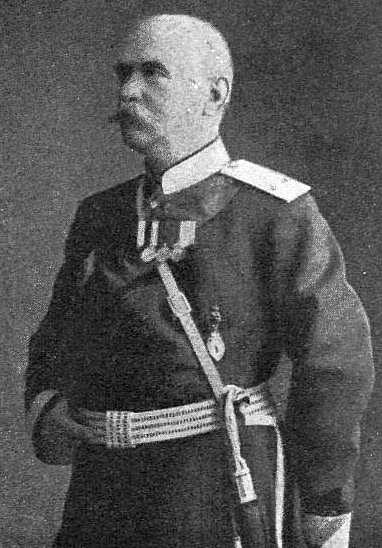
Andreï Selivanov, prend sa retraite en 1915, mort de maladie en 1917.
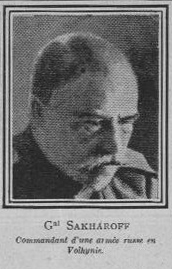
Vladimir Sakharov, retiré du service en 1917, membre du comité des blessés de guerre, tué en Crimée en 1920.
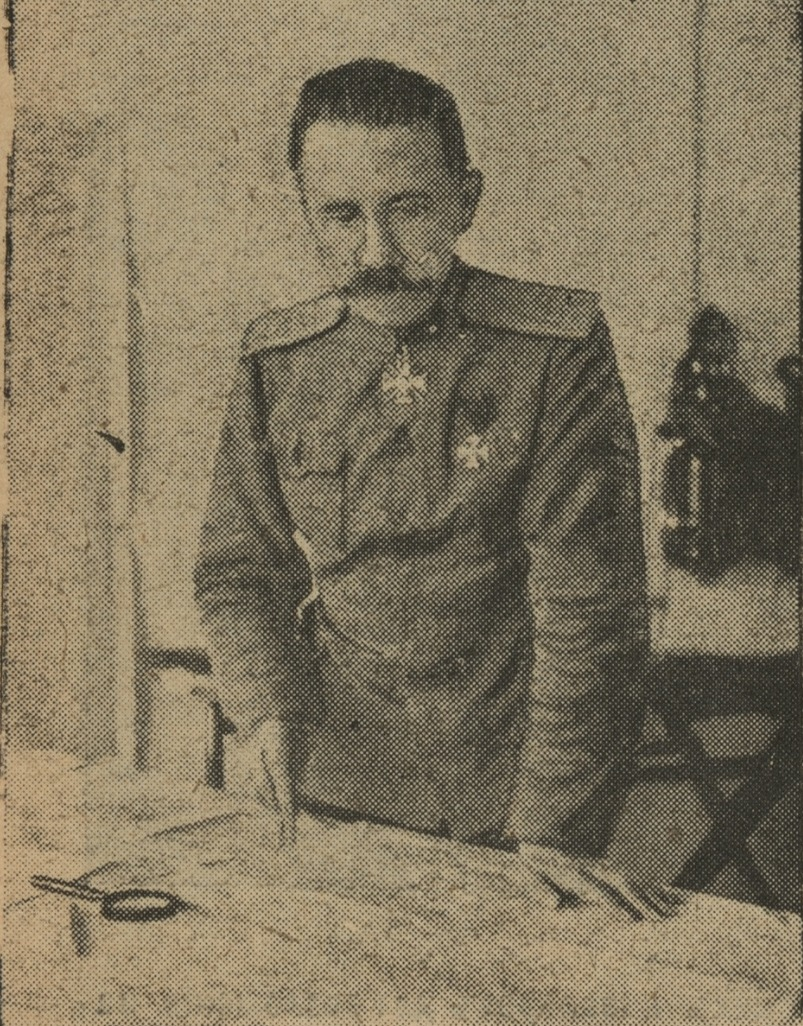
Vladislav Klembovski, futur instructeur de l'Armée rouge, exécuté en 1920.
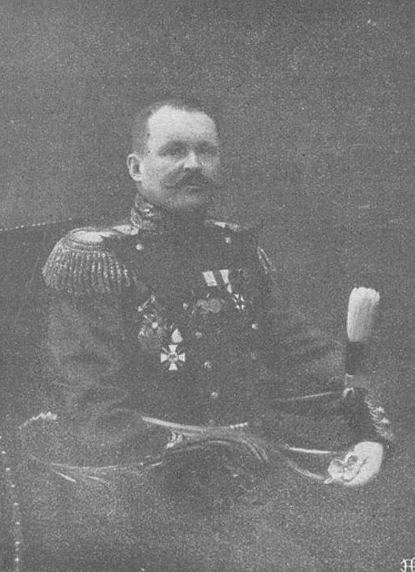
Alexeï Goutor (en), futur instructeur de l'Armée rouge, exécuté en 1938.
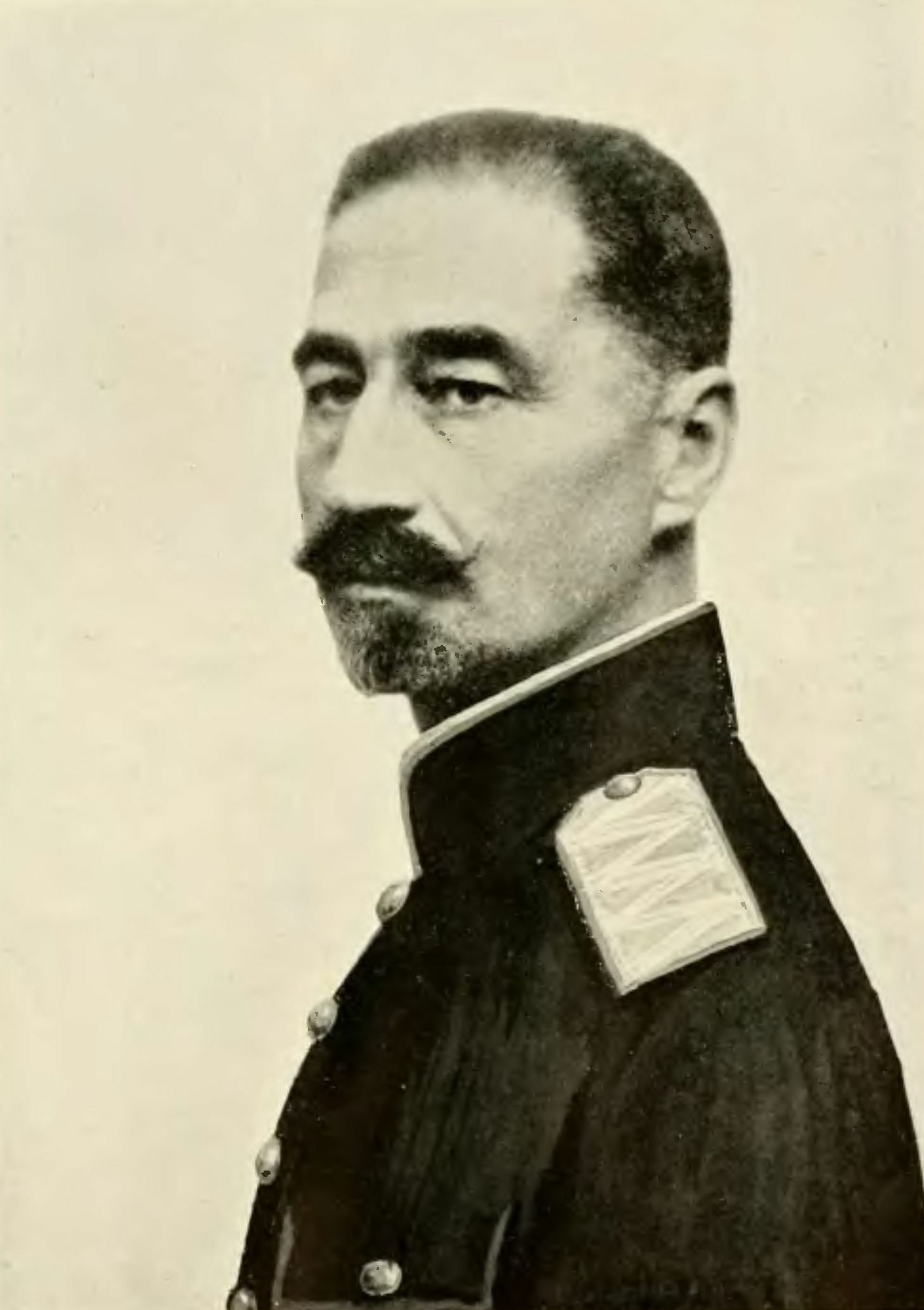
Ivan Erdélyi, futur général des Armées blanches, mort en exil en France en 1939.
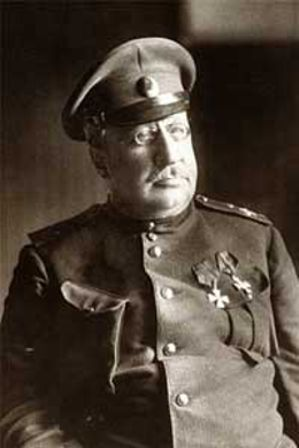
Vladimir Maï-Maïevski, futur général des Armées blanches, mort en Crimée en 1920.
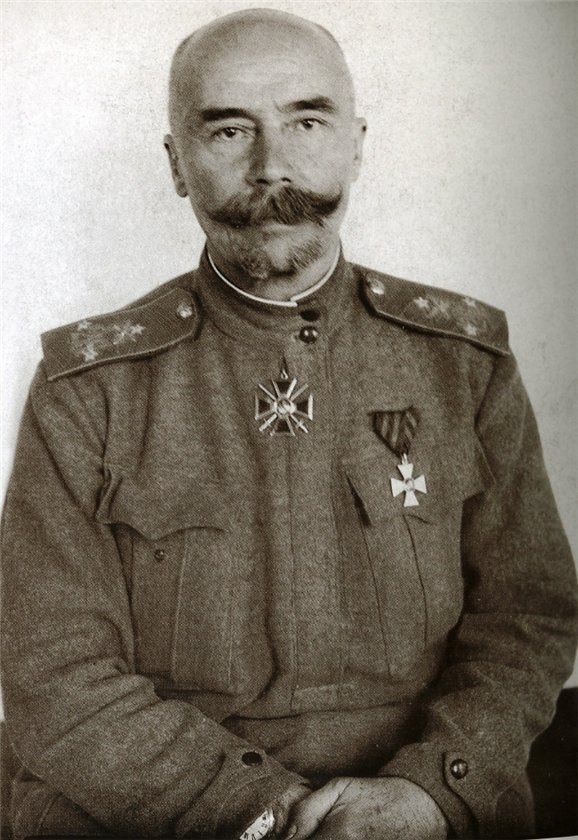
Mikhaïl Promtov, futur général des Armées blanches, mort en exil en Yougoslavie en 1950.

## Sources et bibliographie
- (de) Cet article est partiellement ou en totalité issu de l’article de Wikipédia en allemand intitulé « 11. Armee (Russisches Kaiserreich) » (voir la liste des auteurs) dans sa version du 7 janvier 2016.